# Туш (музика)
Туш (через нім. Tusch з фр. touche — «дотик») — у музиці XVIII–XX ст. коротка музична побудова фанфарного складу, що виконується зазвичай духовим оркестром на знак вшанування, привітання на урочистих церемоніях.
Вперше термін був вжитий у Німеччині в середині XVIII століття. Головним призначенням такого музичного твору є привернення уваги авдиторії до події. Також його виконанням намагаються надати події піднесеного емоційного настрою — переважно на різноманітних урочистих церемоніях. Найчастіше туш на знак вітання виконує духовий оркестр — зокрема під час вручення нагород. Переважно туш складається з одного музичного речення. Можливе повторення кілька разів; темп виконання швидкий.
Окремим випадком застосування тушу є звукові акценти у музичному супроводі фільмів (англ. Sting), якими підкреслюють емоційні моменти сюжету, відзначають кінець фрагменту чи перехід до нової сцени. Ці характерні короткі мотиви настільки поширені, що знаходять вираз у звичайній мові фразою «Тра-ра-рам!» чи «Трам-пам-пам!» чи «Ба-думц!» , можуть супроводжуватись також барабанним дробом та іншими звуковими ефектами.